# 미술사

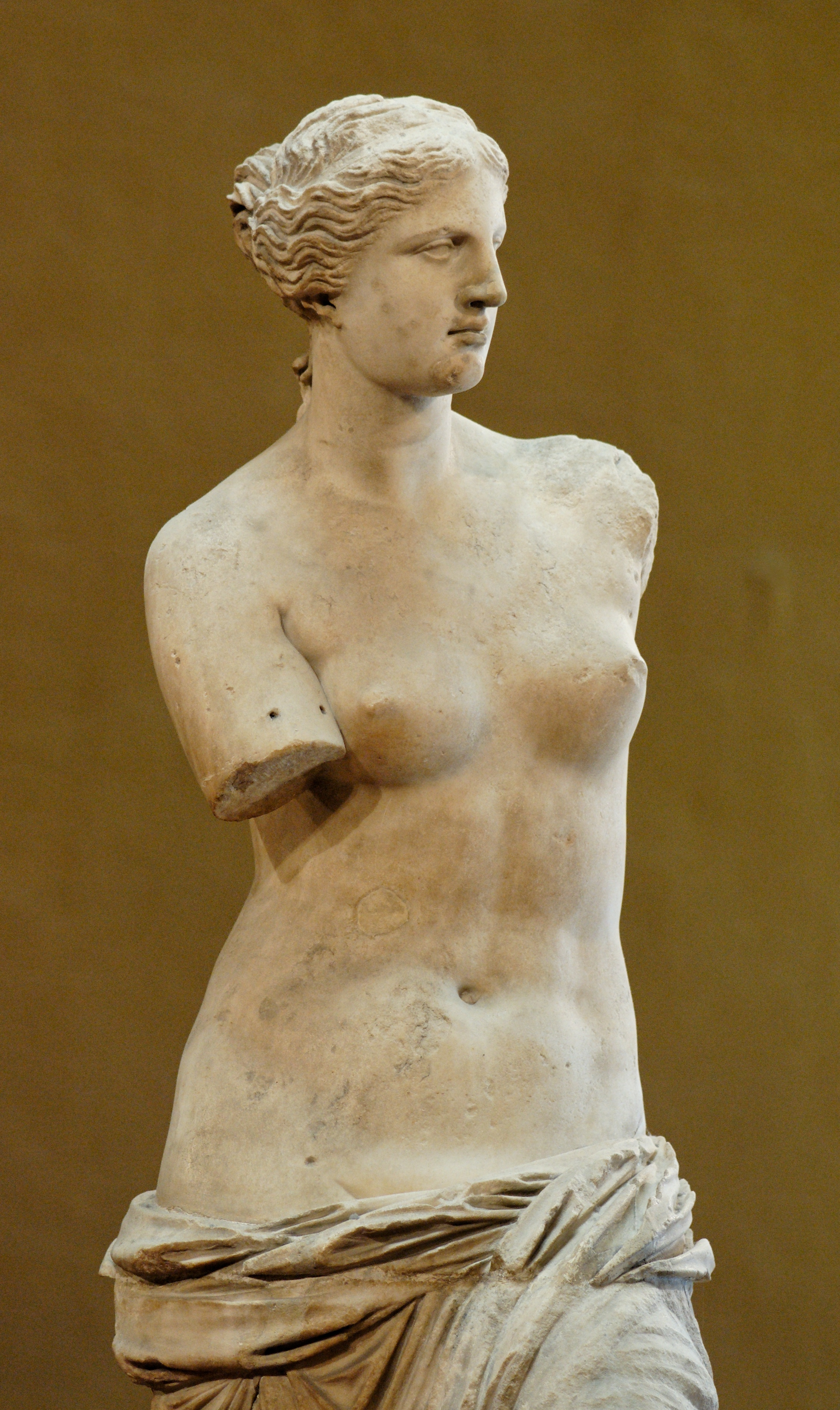
밀로의 비너스, 루브르 박물관

미술사(美術史, 영어: art history)는 미술, 즉, 미적 대상과 시각적 표현에 대한 연구이다. 회화나 조각, 건축, 장식 등 방법론을 강조했다.
미술의 역사는 지역별, 시대별, 장르별로 세분화하여 전세계 예술 분야를 연구하는 학문이다.

## 분류
- 동양 미술사
- 서양 미술사

## 같이 보기
- 미술사 연표
- 미술
- 미학
- 역사학

## 참고 문헌
- 한정희 외, 《동양미술사》
- 에른스트 H. 곰브리치 《서양미술사》
- 김원룡, 안휘준 《한국미술의 역사》